# 13413 Bobpeterson
13413 Bobpeterson este un asteroid din centura principală de asteroizi.

## Descriere
13413 Bobpeterson este un asteroid din centura principală de asteroizi. A fost descoperit pe 29 octombrie 1999 în cadrul proiectului CSS. Asteroidul prezintă o orbită caracterizată de o semiaxă mare de 2,90 ua, o excentricitate de 0,08 și o înclinație de 2,6° în raport cu ecliptica.